# Gianluca Nocentini
Gianluca Nocentini (Figline Valdarno, 25 febbraio 1978) è un ex calciatore italiano, che giocava nel ruolo di difensore.

## Carriera
Nella stagione 1997-1998 disputa le prime 8 partite nella Sangiovannese, nel Campionato Nazionale Dilettanti, effettuando nel mese di novembre un salto fino alla Serie B, nel Cagliari, dove non scende in campo.
Al termine della stagione torna alla squadra toscana, restandovi fino al 2006-2007, disputando in totale 221 gare e partecipando a due promozioni della società, fino alla Serie C1.
Nel 2007-2008 è sempre in serie C1, alla Lucchese, giocando 31 partite nella società che a fine stagione viene radiata dal professionismo.
Disputa il campionato seguente nel Frosinone in serie B, collezionando 34 presenze, l'anno seguente passa al Taranto in Lega Pro Prima Divisione dove segna solo cinque presenze.
Nel 2010-2011 ritorna a giocare in serie B con il Cittadella dove segna 42 presenze ma perde i play-off per la serie A.
Dal 2011 al 2013 gioca nel Sorrento in Lega Pro Prima Divisione dove rimane fino alla retrocessione in Lega Pro Seconda Divisione.
Nel 2013-2014 passa in serie D alla Pistoiese dove raggiunge la promozione in Lega Pro.
Segue l'allenatore della Pistoiese Massimo Morgia nel 2014 e passa alla Robur Siena da poco fallito che riparte dalla serie D.
Segna il primo gol in maglia bianconera nel primo turno di Coppa Italia Serie D contro la Pianese.
Il 14 settembre segna il primo gol contro il San Giovanni Valdarno nella partita terminata 3-1 per il Siena.

## Palmarès

### Club

#### Competizioni nazionali
- Serie D: 3

Sangiovannese: 1999-2000
Pistoiese: 2013-2014
Siena: 2014-2015
- Scudetto Dilettanti: 2

Sangiovannese: 1999-2000
Siena: 2014-2015